# Mark Johnson (Biathlet)
Mark Johnson (* 7. Juni 1987 in Grand Rapids) ist ein US-amerikanischer Biathlet.

## Werdegang
Mark Johnson ist Student am Williams College in Massachusetts, wo er Chemie studiert. Sein Verein ist Mount Itasca/Minnesota Biathlon, sein Team ist Team Statkraft Lillehammer. Seine Trainer sind und waren Tobias Torgersen, Vladimir Cervenka und Robert Fischer. Sein erstes internationales Rennen war 2004 ein Staffel-Junioren-Europacup in Méribel, wo die US-Staffel jedoch disqualifiziert wurde. Kurz darauf startete Johnson in Haute-Maurienne bei der Junioren-Weltmeisterschaft mit Platz 56 im Einzel und Rang zehn mit der Staffel als bestem Resultat. Ein Jahr später startete er in Kontiolahti und erreichte dort erneut im Einzel als 43. und als 17. im Sprint ihr bestes Resultat. Besonders erfolgreich war Johnson bei der Junioren-WM 2006 in Presque Isle. Neunter wurde er im Einzel, 20. im Sprint und 12. mit der Staffel, zu der neben ihm auch Wynn Roberts und Russell Currier gehörten. In Martell trat er ohne nennenswerte Ergebnisse zum vierten, 2008 zum letzten Mal mit etwas besseren Ergebnissen, darunter Rang neun mit der Staffel, in Ruhpolding an.
Bei den Männern startete Johnson seit 2008. In Itasca erreichte er in einem Rennen des Biathlon-NorAm-Cups als Dritter des Sprints erstmals eine Podiumsplatzierung. Das anschließende Verfolgungsrennen gewann er. Wenig später trat er in Altenberg erstmals im IBU-Cup, wo er 48. des Einzels wurde.